# Bagenz

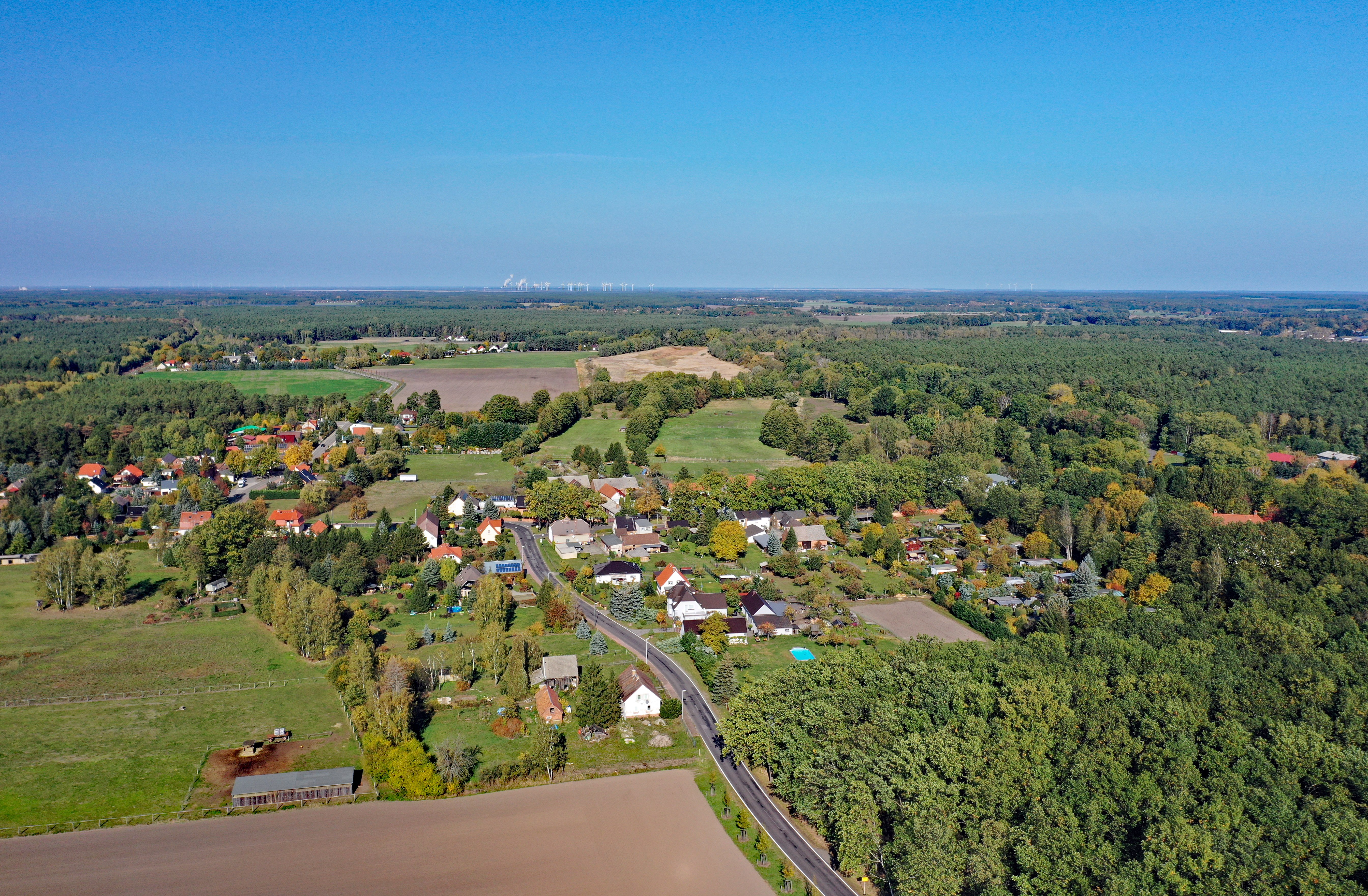
Luftbild

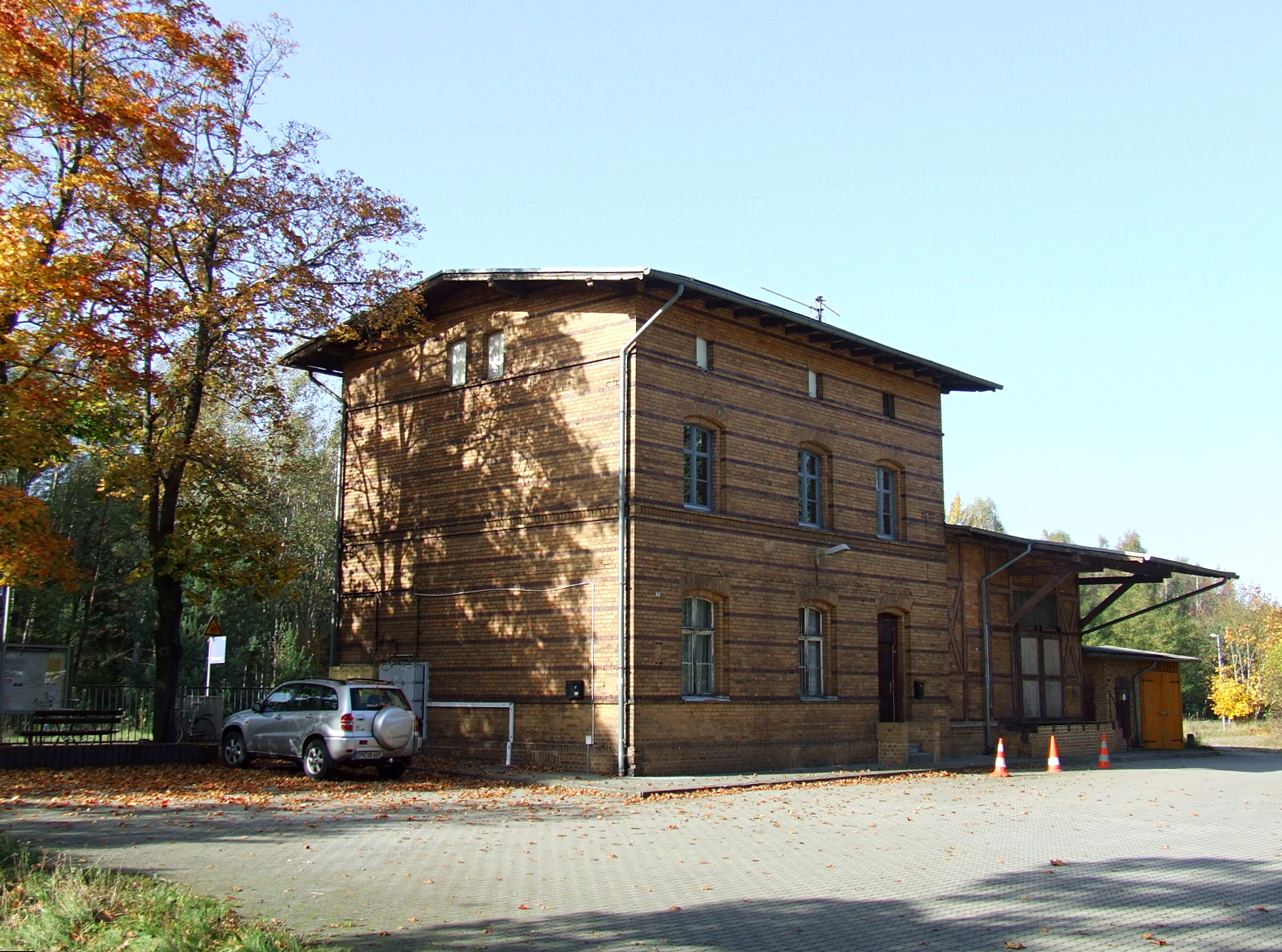
Der Bahnhof Bagenz

Bagenz, niedersorbisch Bageńc, ist ein Ortsteil der Gemeinde Neuhausen/Spree im brandenburgischen Landkreis Spree-Neiße. Bis zum 19. September 2004 war Bagenz eine eigenständige Gemeinde.

## Lage
Bagenz liegt in der Niederlausitz etwa 20 Kilometer südöstlich von Cottbus an der Talsperre Spremberg. Die Gemarkung Bagenz grenzt im Westen, Nordwesten und Norden an die Gemarkung von Bräsinchen und Laubsdorf, im Nordosten an die Gemarkung Kahsel, im Südosten an die zur Stadt Spremberg gehörenden Ortsteile Wadelsdorf und Groß Luja und im Süden, Südwesten und Westen an Sellessen.
Durch Bagenz verlaufen die Landesstraße 47, die den Ort mit Spremberg und Cottbus verbindet sowie die Kreisstraße 7112 nach Drieschnitz-Kahsel. Westlich des Ortskerns verläuft die Bahnstrecke Berlin–Görlitz, an welcher Bagenz einen Haltepunkt hat.
Die Gemarkung umfasst noch einen kleinen Teil der Talsperre Spremberg mit seinen Uferbereichen. Im Nordosten der Gemarkung liegen die Bagenzer Teiche, die vom Tranitz-Fließ gespeist werden. Im Südosten steigt die Gemarkung auf über 100 m ü. NHN an; tiefster Punkt der Gemarkung ist die Talsperre mit etwa 92 m ü. NHN.
Zu Bagenz gehört der Gemeindeteil Kaminka und die inoffiziellen Wohnplätze Hobrichweg (ehemalige Ziegelei) und Wiesengrund.

## Geschichte
Bagenz wurde im Jahr 1389 erstmals unter dem Namen Bagancz in einer Urkunde erwähnt. 1498 lautete der Ortsname Bagenitz und entwickelte sich im Laufe der Zeit über Bagenicz (1527) und Bagentz (1578) zu seinem heutigen Namen. Der Name stammt aus dem Sorbischen und bedeutet Ort an einem Sumpf. Die ursprüngliche Dorfstruktur war wohl ein Sackgassendorf in Blöcken.

### 15. und 16. Jahrhundert
Am 24. August 1498 beurkundete Heinrich, Burggraf zu Meißen und königlich-böhmischer Landvogt der Niederlausitz, dass er mit Zustimmung des Königs Ladislaus von Böhmen Schloss und Stadt Spremberg von Hans von Kittlitz gekauft hat. Da er den Kaufpreis nicht vollständig aufbringen konnte, verpfändete er Hans von Kittlitz für die noch schuldigen 1200 rheinischen Gulden vom 29. September 1498 ab, auf die Dauer von vorläufig fünf Jahren, die Dörfer Hornow, Bohsdorf, Bagenz und Sellessen sowie die Bagenzer und Bohsdorfer Heide samt allem Zubehör. Während Sellessen später wieder Bestandteil der Herrschaft Spremberg war, kamen die restlichen drei Dörfer in Adelsbesitz, wobei Bagenz und Hornow bis weit ins 17. Jahrhundert hinein eine gemeinsame Geschichte hatten. Bohsdorf war 1527 im Besitz eines Jacob von Kittlitz. Auch die Bagenzer Heide, auch Golisch oder Gulisch genannt, gehörte 1607 noch den Brüdern Siegmund und Seyfried von Kittlitz.
Am 12. Oktober 1578 erhielten die Brüder und Vettern Heinrich, Hans, Wolf, Otto, Dietrich und Baltzer von Pannwitz zu Kulm, Klein Oßnig, Hornow und Kathlow vom Landvogt der Niederlausitz Jaroslav von Kolowrat einen Gesamtlehenbrief über die Dörfer Hornow, Bagenz, Groß Gaglow, Klein Gaglow, Klein Oßnig, Klein Bademeusel, Graustein und Wadelsdorf. Leider ist daraus nicht ersichtlich, wer nun Besitzer der einzelnen aufgeführten Lehen war.

### 17. Jahrhundert
1631 war Siegmund von Pannwitz Besitzer der Rittersitze und der Dörfer Bagenz und Hornow. Vermutlich besaß er schon 1618 Bagenz und Hornow, denn er wird schon im Gesamt-Lehenbrief für die von Pannwitz erwähnt. Nach W. von Pannwitz war Siegmund 1608 mündig geworden und heiratete um 1613 Eva von List. Ihm gehörte auch Lieskau, Welsickendorf, Hornow und Wadelsdorf. Er starb 1634 in Peitz an der Pest und wurde am 3. April 1634 in Peitz begraben. Seine Frau war noch vor ihm gestorben. Erbe war der Sohn Adolf von Pannwitz, der um 1622 geboren ist. Für den noch Minderjährigen musste seine Tante, die Schwester des Siegmund, Elisabeth, eine verheiratete von Kracht, die Lehen muten, denn auch der nächste Agnat des Siegmund, Hans Christoph von Pannwitz auf Babow, war 1634 umgekommen; von sächsischen Reitern jämmerlich erschossen worden wie es hieß. Am 22. November 1640 erhielten die Vettern von Pannwitz, darunter auch Adolf, einen Gesamtlehnbrief, darunter auch für Bagenz. Das Gut war durch den Dreißigjährigen Krieg stark herunter gekommen. Und 1645 musste Adolf von Pannwitz Bagenz und Wadelsdorf in die Insolvenz gehen. Er konnte die Güter jedoch wieder aus der Konkursmasse kaufen. Wadelsdorf musste er seinem Schwager Christoph von Waltersdorf überlassen. Auch Lieskau ging ihm verloren, es war spätestens 1674 im Besitz der von Briesen. Adolph von Pannwitz war mit Helene Marianne von Loeben verheiratet. Am 28. Juni 1683 starb er ohne männliche Leibeserben. Die Witwe heiratete in zweiter Ehe Georg Henning von Oertzen. Die Tochter Anna Margarethe heiratete vor 1683 den Bartusch Heinrich von Kracht auf Türkendorf. Nachfolger auf den Mannlehen Bagenz und Hornow wurde sein Vetter Valten Nicol von Pannwitz, ein Sohn des Wolf von Pannwitz, auf Gulben und Klein Gaglow. 1695 verkaufte dieser Bagenz und Hornow an den sächsisch-polnischen Generalmajor der Kavallerie Georg Henning von Oertzen (1653–1715) auf Leppin und Rattey (beide Lehengüter in Mecklenburg-Vorpommern).

### 18. Jahrhundert
Georg Henning von Oertzen war insgesamt viermal verheiratet: in erster Ehe mit Eva Margarethe von Kruse (1653–1679), in 2. Ehe mit Ilsabe Sofie von Segebade († 1681), in 3. Ehe mit Helene Marianne von Loeben, verwitwete von Pannwitz († 1694) und in 4. Ehe mit Christine Gottliebe von Bomsdorf adH. Weißagk († 1757). 1708 hatte Georg Henning auch noch das Gut Laubsdorf im preußischen Cottbusischen Kreis erworben. In diesem Jahr wohnten fünf Bauern, sieben Gärtner und zwei Büdner mit ihren Familien in Bagenz. Georg Henning von Oertzen starb am 17. August 1715. Sein Sohn Hans Felix (1671–1733) aus der ersten Ehe übernahm Laubsdorf und Rattey. Die Witwe Gottliebe von Oertzen geb. von Bomsdorf übernahm zunächst Bagenz und Hornow. 1727/28 hatte sie Streit mit ihren Untertanen Matthes Michael und Konsorten von Bagenz wegen Hofdiensten. Der Sohn Maximilian (1699–1773) erhielt Hornow und August Heinrich übernahm Bagenz. Letzter starb schon 1718 ohne Leibeserben. Bagenz erhielt nun der Sohn Adam Sigismund von Oertzen (1708–1781) für 20.000 Taler. Er kaufte später auch das Gut Klein Düben (im Gubenischen Kreis). Auf Laubsdorf war 1733 der älteste (Stief-)Bruder Hans Felix gestorben; dessen Sohn Victor Wilhelm verkaufte Laubsdorf 1744 an Christian Josef von Tietzen und Hennig auf Roitz. Maximilian und Adam Sigismund von Oertzen, die Onkel des Verkäufers erhielten noch einen Lehenstamm von je 400 Taler beim Verkauf ausbezahlt. Umgekehrt war Victor Wilhelm von Oertzen mitbelehnt an den Gütern Bagenz und Hornow. Er wollte sich die freie Disposition für Bagenz und Hornow gegen eine Zahlung von 5.000 Talern abkaufen lassen. Ob Maximilian und Adam Sigismund von Oertzen darauf eingingen, ist nicht bekannt. 1755 betrug die durchschnittliche Ernte in Dresdner Scheffeln: 350 Scheffel Korn, 12 Scheffel Gerste, 86 Scheffel Hafer, 186½ Heidekorn (= Buchweizen) und 1½ Scheffel Lein.
Maximilian von Oertzen war mit Elisabeth Wilhelmine von Schönfeldt adH. Werben verheiratet. Neun Kinder entsprossen dieser Ehe, darunter die Söhne Maximilian (1740–1804) und Carl Ludwig (1746–1802). Bagenz ging nach dem Tod des Vaters 1773 zunächst in den Besitz von Carl Ludwig über. 1792 trat der sächsische Generalmajor Carl Ludwig von Oertzen aus dem Hause Bagenz, Herr auf Klein Düben und Dubraucke zum katholischen Glauben über und wurde von Kurfürst Friedrich August III. von Sachsen als Reichsvikar in den Grafenstand erhoben. Carl Ludwig war mit Caroline Christiane Juliane Freiin Schirndinger von Schirnding verheiratet. Sie war die Tochter des kursächsischen Oberjägermeisters und Inspekteur der kurfürstlichen Flöße Carl Siegmund Freiherr Schirndinger von Schirnding und der Juliane Dorothea von Beulwitz. Vermutlich anlässlich des Todes der Mutter (1796) und der erneuten Erbteilung übernahm nun Maximilian von Oertzen Bagenz, sein Bruder Carl Ludwig übernahm Hornow und Klein Düben. Maximilian von Oertzen besaß außerdem noch Ober- und Niederlichtenau in der Oberlausitz (gekauft 1794). Maximilian von Oertzen war zweimal verheiratet: in erster Ehe mit Marie Sofie Dorothea von Goerne adH. Weßnig († 1777) und in zweiter Ehe mit Johanna Katharina Eleonore von Nostitz-Drzwiecki. Sein jüngster Sohn Maximilian (1773–1847) erhielt Kollm in der Oberlausitz. Er konnte später (1804) Kahren und Koppatz bei Cottbus und Ober Nikolausdorf (heute Mikołowa Górna in der polnischen Oberlausitz) erwerben.

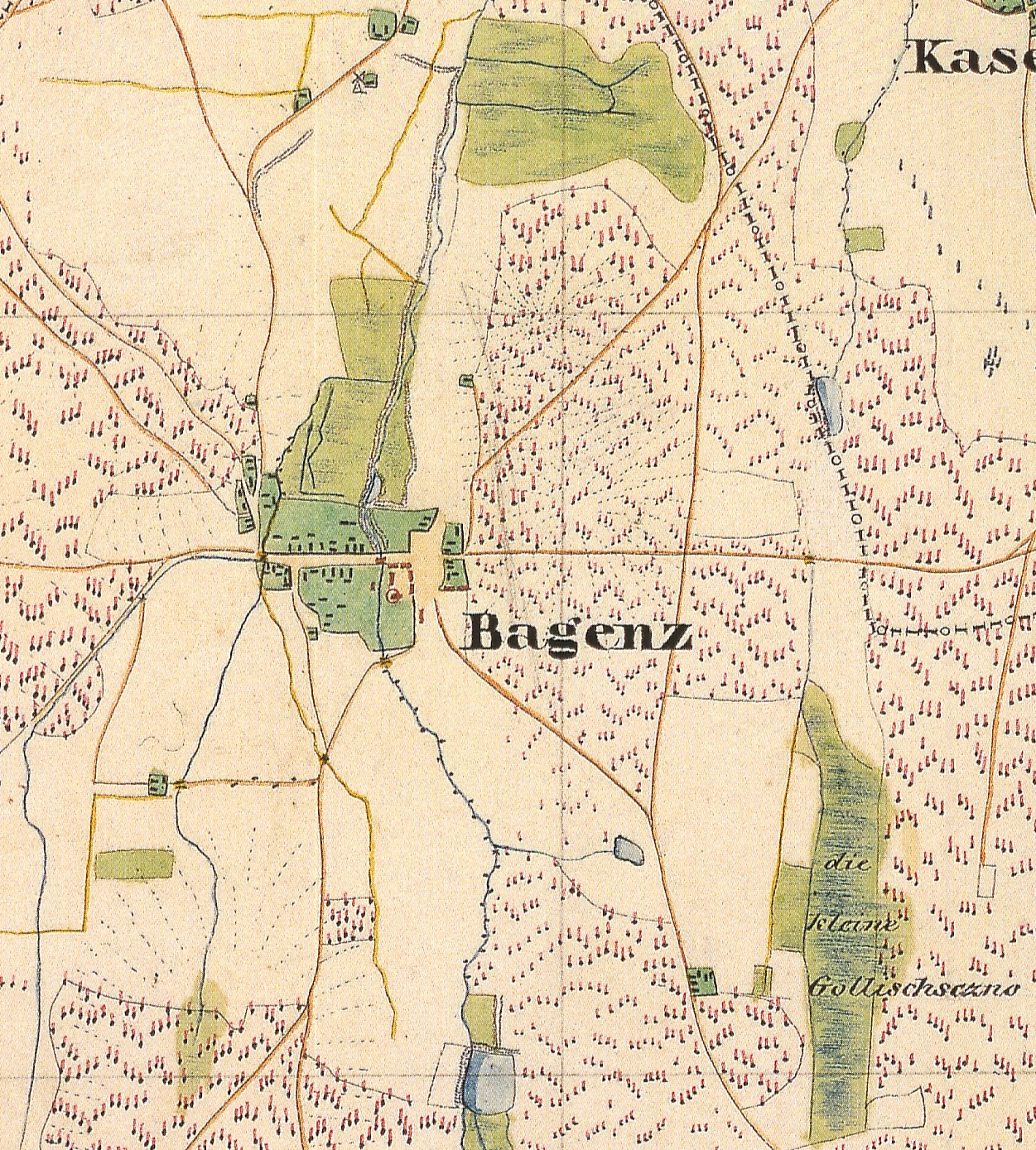
Bagenz auf dem Urmesstischblatt Nr. 4352 Sellessen von 1845

### 19. Jahrhundert
Bagenz wurde schon zu Lebzeiten des Vaters Maximilian vom älteren Sohn Sigismund (1771–1804) übernommen. Dieser war mit Friederike von Ploetz verheiratet. Sein einziger Sohn Friedrich Otto Maximilian (1804–1831) kam nach dem frühen Tod des Sigismund zur Welt. Seine Mutter Friederike heiratete in zweiter Ehe August von Mosch (* 24. März 1775 in Kunersdorf). 1810 wohnten 12 Ganzkossäten, 5 Halbkossäten und 5 Häusler oder Büdner jeweils mit ihren Familien in Bagenz. In der Topographisch-statistischen Uebersicht des Regierungsbezirks Frankfurth a. d. O. von 1820 (Zustand: 1818) ist Bagenz als adliges Dorf und Vorwerk beschrieben. Es hatte damals 198 Einwohner in 24 Wohnhäusern. Der einzige Sohn des Sigismund und Erbe von Bagenz Friedrich Otto Maximilian von Oertzen starb 1831 sehr jung und zudem unverheiratet. Seine Mutter erbte daraufhin Bagenz. Aus ihrer Ehe mit August von Mosch waren vier Söhne hervorgegangen. Am 24. Juli 1842 starb August von Mosch in Bagenz. Erbe von Bagenz war der Sohn August Rudolf von Mosch (1807–1864). Er ist in der Topographisch-statistischen Uebersicht des Regierungs-Bezirks Frankfurt a. d. O. von 1844 als Besitzer genannt. Bagenz wird als Dorf mit einer Windmühle, 41 Wohnhäusern und 270 Einwohnern beschrieben. August Rudolf von Mosch verkaufte Bagenz 1849 für 45.000 Taler an Johann August Petrik und seine Ehefrau Christiane Luise geb. Wünsche. Berghaus nennt für 1853 ausdrücklich den Johann August Petrik als Besitzer. Das Gut hatte damals eine Gesamtgröße von 2979 Morgen 12 Quadratruten, davon waren 288 Morgen 98 Quadratruten Acker, 45 Morgen 111 Quadratruten Wiesen und 2081 Morgen 149 Quadratruten Forst. Die Schatzung betrug 440 Gulden.
Das Ehepaar Petrik verkaufte Bagenz zwischen 1853 und 1856 an Reichsfreiherr Carl Hermann Moritz von Gärtner. 1855 wurde auf dem Gutsgelände eine Dampfbrennerei angelegt. 1856 war jedenfalls von Gärtner schon Besitzer von Bagenz. 1859/60 verkaufte von Gärtner Bagenz an einen NN. Maaß. Nach Riehl und Scheu stand das Gut 1860 zum Verkauf. Er nennt eine Schule, 43 Wohnhäuser und 320 Einwohner. Dieser Maaß veräußerte Bagenz 1861 weiter an einen NN. von Tümpling, der Bagenz 1862 weiter an Dr. phil. Hans Köster (* 16. August 1818) verkaufte, und in dessen Besitz Bagenz bis 1872 blieb. Den Kaufpreis des Vorbesitzers (wohl Maaß gemeint) gibt Adolf Frantz mit 45.000 Talern an. Das Topographisch-statistische Handbuch des Regierungs-Bezirks Frankfurt a. O. von 1867 erwähnt Bagenz als Dorf mit einer Dampfbrennerei und 15 ausgebauten Gehöften. Insgesamt wurden 46 Wohnhäuser und 311 Einwohner gezählt. 1867 sollte das Rittergut Bagenz auf 14 Jahre verpachtet werden. Das Gut mit über 2000 Morgen hatte einen Tierbestand von 16 Pferden, 18 Kühen und 1000 Schafen. Die Pacht sollte etwa 1 Reichstaler 20 Groschen pro Morgen betragen. 1872 erwarb Erich Karl Friedrich Wilhelm Paridam Freiherr von dem Knesebeck (* 13. Oktober 1844 in Tylssen; † 16. April 1907 auf Karwe) von Karwe im Kreis Ruppin das Rittergut Bagenz. Er war mit Helene Bertha Jeannette Eugenie Elmira Melanie von Ohlen und Adlerskron, Tochter des Johann Maximilian von Ohlen und Adlerskron auf Osseg und der Bertha geb. Lachmann verheiratet. Erich Karl Friedrich Wilhelm Paridam Freiherr von dem Knesebeck ließ das Gut von einem Administrator Dierke verwalten. Die Gesamtgröße ist mit 756 ha angegeben, davon 100 ha Acker, 12 ha Wiesen, 583 ha Wald und 61 ha Unland, Ödland und Wasser. Der Grundsteiuerreinetrag ist mit 3042 Mark angesetzt. Unter der Rubrik Züchtung spezieller Viehraçen … ist die Züchtung von Angelner Rindvieh angeführt. 1896 hatte der Administrator gewechselt, er hieß nun NN. Hartmann, ein Königlich-preußischer Hegemeister a. D. Die Gesamtgröße des Gures hatte sich auf 684 ha verringert, davon waren 57 ha Acker, 9 ha Wiesen, 13 ha Hutung, 549 ha Wald, 12 ha Unland und 44 ha Wasser. Der Grundsteuerreinertrag war angeblich auf 900 Mark gesunken, sicherlich ein Irrtum.

### 20. Jahrhundert
Im Handbuch des Grundbesitzes im Deutschen Reiche von 1903 ist der Grundsteuerreinertrag auf 2135 Mark korrigiert. Administrator war nun ein Förster Theodor Strasser. Unter der Rubrik Industrielle Anlagen ist eine Cementwaarenfabrik aufgeführt. Paul Niekammers Güter-Adressbuch der Provinz Brandenburg von 1910 nennt eine Gesamtgröße von 748 ha, davon waren nur noch 8 ha Acker und Gärten, 10 ha Wiesen, 15 ha Weiden, 655 ha Wald, 12 ha Unland und 48 ha Wasser. An Tieren wurden nur zwei Milchkühe gehalten. Der Grundsteuerreinertrag war auf 2703 Mark gestiegen.
Am 16. April 1907 war Erich Karl Friedrich Wilhelm Paridam Freiherr von dem Knesebeck in Karwe gestorben. Im Handbuch des Grundbesitzes im Deutschen Reiche von 1910 ist als Besitzerin die Freifrau von dem Knesebeck in Karwe angegeben. Ansonsten sind die veralteten Zahlen von 1903 wiederholt. 1911 erwarb der Provinzialverband (der Provinz Brandenburg) das Rittergut Bagenz. Diese Institution verkaufte Bagenz jedoch nur ein Jahr später an Otto von Rhein, der 1913 das Schloss in Bagenz neu erbaute. 1914 ist dieser Besitzer als Dr. jur. Otto von Rhein, Regierungsrat, Oberleutnant der Reserve bezeichnet. Nach Niekammers Landwirtschaftlichem Güter-Adressbuch der Provinz Brandenburg von 1923 hatte es damals Otto Wolf gepachtet, Verwalter war ein Max Kölpin. Die Gesamtgröße war auf 769 ha gestiegen, der Grundsteuerreinertrag auf 2691 Mark gefallen. 1929 sind zwei Verwalter genannt, ein Inspektor Willi Schälicke und der Förster Otto Wolf. Auf dem Hof wurden nun wieder 6 Pferde, 10 Kühe und 10 Schweine gehalten. Später kaufte es Gustav Zander, Generaldirektor der Vereinigte Smyrna-Teppich-Fabriken Aktiengesellschaft mit Sitz in Cottbus, der bis 1944 auf Bagenz nachgewiesen ist.

### Kommunale Geschichte
Bagenz liegt in der historischen Landschaft der Niederlausitz, die aus der mittelalterlichen Markgrafschaft Lausitz hervorging. Mit der Herausbildung der Kreise in der Niederlausitz im 15. Jahrhundert kam Bagenz zum Sprembergischen Kreis. 1635 kam die Niederlausitz (mit Ausnahme der brandenburgischen Herrschaften Cottbus und Peitz) als Lehen der böhmischen Krone an das Kurfürstentum Sachsen. 1657 wurde die Niederlausitz Teil des Sekundogeniturfürstentum Sachsen-Merseburg, das 1738 nach dem Aussterben der Herrscherfamilie wieder an das Kurfürstentum Sachsen fiel.
Nach dem Wiener Kongress kam die gesamte Niederlausitz und somit auch Bagenz an das Königreich Preußen. Die Gemeinde kam zunächst zum Kreis Spremberg-Hoyerswerda, der bereits zu Ende des Jahres 1824 wieder aufgelöst wurde. Bagenz kam wieder zum Kreis Spremberg. Mitte des 19. Jahrhunderts entstanden die Guts- und Gemeindebezirke, und Bagenz zerfiel in den Gemeindebezirk und den Gutsbezirk Bagenz. 1869 hatte der Gemeindebezirk nur 835 Morgen, der Gutsbezirk dagegen 3427 Morgen. Mit der Bildung der Amtsbezirke in der Provinz Brandenburg 1874 war Bagenz namensgebend für den Amtsbezirk 4 Bagenz des Kreises Spremberg. Amtsvorsteher war Erich Karl Friedrich Wilhelm Paridam Freiherr von dem Knesebeck. Erst 1928 wurden Gemeinde- und Gutsbezirk zur Landgemeinde Bagenz vereinigt. Die Kreisreform von 1952 in der damaligen DDR überstand der Kreis Spremberg mit nur wenigen territorialen Änderungen. Er wurde dem 1952 neu gebildeten Bezirk Cottbus zugewiesen. Nach der Wende wurde der Kreis Spremberg 1990 noch in Landkreis Spremberg umbenannt; er wurde dem neu gegründeten Bundesland Brandenburg zugeordnet. Am 16. Juli 1992 schloss Bagenz sich dem Amt Neuhausen/Spree an. Nach der Kreisreform in Brandenburg am 6. Dezember 1993 kam die Gemeinde zum neu gebildeten Landkreis Spree-Neiße. Am 19. September 2004 wurde das Amt Neuhausen/Spree aufgelöst und die bisherigen amtsangehörigen Gemeinden, somit auch Bagenz, wurden nach Neuhausen/Spree eingemeindet. Seither ist Bagenz ein Ortsteil der Gemeinde Neuhausen/Spree. Im Ortsteil wird ein Ortsbeirat bestehend aus drei Mitgliedern direkt gewählt. Der Ortsbeirat wählt aus seiner Mitte den Ortsvorsteher und seinen Stellvertreter.
Der Ortsvorsteher ist Ronny Schiele, sein Stellvertreter ist André Engelmann.

## Bevölkerungsentwicklung
| Einwohnerentwicklung in Bagenz von 1755 bis 2003 | Einwohnerentwicklung in Bagenz von 1755 bis 2003 | Einwohnerentwicklung in Bagenz von 1755 bis 2003 | Einwohnerentwicklung in Bagenz von 1755 bis 2003 | Einwohnerentwicklung in Bagenz von 1755 bis 2003 | Einwohnerentwicklung in Bagenz von 1755 bis 2003 | Einwohnerentwicklung in Bagenz von 1755 bis 2003 | Einwohnerentwicklung in Bagenz von 1755 bis 2003 | Einwohnerentwicklung in Bagenz von 1755 bis 2003 | Einwohnerentwicklung in Bagenz von 1755 bis 2003 | Einwohnerentwicklung in Bagenz von 1755 bis 2003 | Einwohnerentwicklung in Bagenz von 1755 bis 2003 | Einwohnerentwicklung in Bagenz von 1755 bis 2003 | Einwohnerentwicklung in Bagenz von 1755 bis 2003 | Einwohnerentwicklung in Bagenz von 1755 bis 2003 | Einwohnerentwicklung in Bagenz von 1755 bis 2003 | Einwohnerentwicklung in Bagenz von 1755 bis 2003 | Einwohnerentwicklung in Bagenz von 1755 bis 2003 | Einwohnerentwicklung in Bagenz von 1755 bis 2003 |
| ------------------------------------------------ | ------------------------------------------------ | ------------------------------------------------ | ------------------------------------------------ | ------------------------------------------------ | ------------------------------------------------ | ------------------------------------------------ | ------------------------------------------------ | ------------------------------------------------ | ------------------------------------------------ | ------------------------------------------------ | ------------------------------------------------ | ------------------------------------------------ | ------------------------------------------------ | ------------------------------------------------ | ------------------------------------------------ | ------------------------------------------------ | ------------------------------------------------ | ------------------------------------------------ |
| Jahr                                             | 1755                                             | 1818                                             | 1846                                             | 1867                                             | 1875                                             | 1890                                             | 1900                                             | 1910                                             | 1925                                             | 1939                                             | 1946                                             | 1950                                             | 1964                                             | 1971                                             | 1981                                             | 1991                                             | 2003                                             | 2017                                             |
| Einwohner                                        | 67                                               | 215*                                             | 286                                              | 314                                              | 333                                              | 313                                              | 300                                              | 284                                              | 365                                              | 344                                              | 343                                              | 415                                              | 354                                              | 346                                              | 295                                              | 245                                              | 319                                              | 362                                              |

- Dorf: 198, Windmühle: 10 und Ziegelscheune: 7

### Die Bagenzer Windmühle
Die Bagenzer Bockwindmühle stand nach dem Urmesstischblatt Nr. 4352 Sellessen von 1846 in der Nähe des heutigen Gehöfts Spremberger Straße 47. Sie ist 1818 erstmals erwähnt, wahrscheinlich aber deutlich älter. 1835 stand das dem Böttchermeister Christian Petrick eigenthümlich zugehörige, bei Bagenz hinter dem neuen Teiche gelegene, aus einer Bockwindmühle, Wohnhaus, Stall und Scheune, einem Garten von drei Scheffel Aussaat und neun Berliner Scheffel Ackerland bestehende, gerichtlich auf 88 Reichstaler 16 Groschen 3 Pfennige reinen Ertragswerth abgeschätzte Mühlengrundstück zum öffentlichen Verkauf. Wann die Windmühle abgerissen wurde, ist nicht bekannt. Schon 1864 ist sie in der Beschreibung des Ortes nicht mehr genannt, doch könnte sie in dieser Kurzbeschreibung auch vergessen sein. Auf dem Messtischblatt 1:25.000 Nr. 4352 Sellessen von 1903 ist sie ebenfalls nicht mehr verzeichnet.

### Kirchliche Geschichte
Bagenz hat keine Kirche und war historisch nach Groß Luja eingepfarrt. Seit 2024 gehört Bagenz zu der durch mehrere Fusionen entstandenen Kirchengemeinde Spree-Malxe-Tal im Kirchenkreis Cottbus.

## Das Verschwinden der niedersorbischen/wendischen Sprache
Bis 1878 wurden die Schüler in Bagenz in niedersorbischer Sprache unterrichtet, danach folgte die Umstellung auf deutschsprachigen Unterricht. Im folgenden Jahr hatte der Ort fast 400 Einwohner, wovon etwa 30 bis 35 Deutsche waren. Die sorbischen Einwohner redeten damals noch ausschließlich Sorbisch untereinander. In der Kirchengemeinde Groß Luja, zu der Bagenz damals gehörte, fanden in den 1880er Jahren sowohl deutsch- als auch sorbischsprachige Gottesdienste statt. 1884 waren von 303 Einwohnern 268 Sorben und 35 Deutsche. Ernst Tschernik zählte im Jahr 1956 in Bagenz einen sorbischsprachigen Bevölkerungsanteil von nur noch 7 %. Sorbischsprachige Kinder und Jugendliche gab es zu diesem Zeitpunkt in Bagenz bereits nicht mehr.

## Denkmale und Sehenswürdigkeiten
Die Denkmalliste des Landes Brandenburg für den Landkreis Spree-Neiße verzeichnet:
- Nr. 09125288 Dorfstraße 16, 17 Herrenhaus mit Wirtschaftsflügel, Park und Gärtnerhaus, Tor

zum Park- und Schlossgelände, Anlage und Grundriss des Gutshofs sowie Kubatur der Wirtschaftsgebäude.

## Freizeit und Sport
Westlich des Ortskern am Ostufer der Talsperre Spremberg liegt ein Campingplatz, in dem auch Finnhütten, Bungalows und Ferienwohnungen als Unterkünfte zur Verfügung stehen. Er bietet neben der Bademöglichkeit auch andere Möglichkeiten zur sportlichen Betätigung.
Bagenz ist an ein Radwegenetz angeschlossen. Der Rundweg um den Stausee ist ca. 18 km lang.
Erwähnenswert ist auch der Bagenzer Carneval Verein sowie die örtliche Feuerwehr.

## Persönlichkeiten
- Siegfried Moerchel (* 26. August 1918 in Bagenz; † 11. Januar 2002) von 1953 bis 1957 Bundestagsabgeordneter der CDU